# Kochu
Kochu Khan, Kochi Khan o Köchü Khan (pre 1280 – 1300/1302), è stato un condottiero mongolo.
Generale dell'Impero Mongolo, fu Khan dell'Orda Bianca dal 1280 al 1300 o 1302.

## Genealogia
Kochu era figlio di Sartaktai Khan e di sua moglie Hudjan (sorella della moglie di Hulagu Khan).
Ebbe vari figli con diverse mogli:
- con Tokolukan dei Kunkirrat, ebbe Bayan Khan, il suo primogenito e successore
- con Bukulun dei Merkit, ebbe Bachkirtai, padre di Yaka Khan
- con Chingtum dei Kunkirrat, ebbe Chagan Buqa, padre di Chiratai
- con Bek Ujin dei Djajirrat, ebbe Makudai